# Ленсман
Ленсман (фин. nimismies, швед. länsman, норв. lensmann) — исполнительный полицейский чин в сельских местностях Финляндии, Норвегии и Швеции, аналогичный по положению становому приставу в дореволюционной России.
Под начальством ленсмана состояли низшие полицейские чины — яхтфохт, констабль и другие.